# Nordmazedonische Botschaft in Berlin

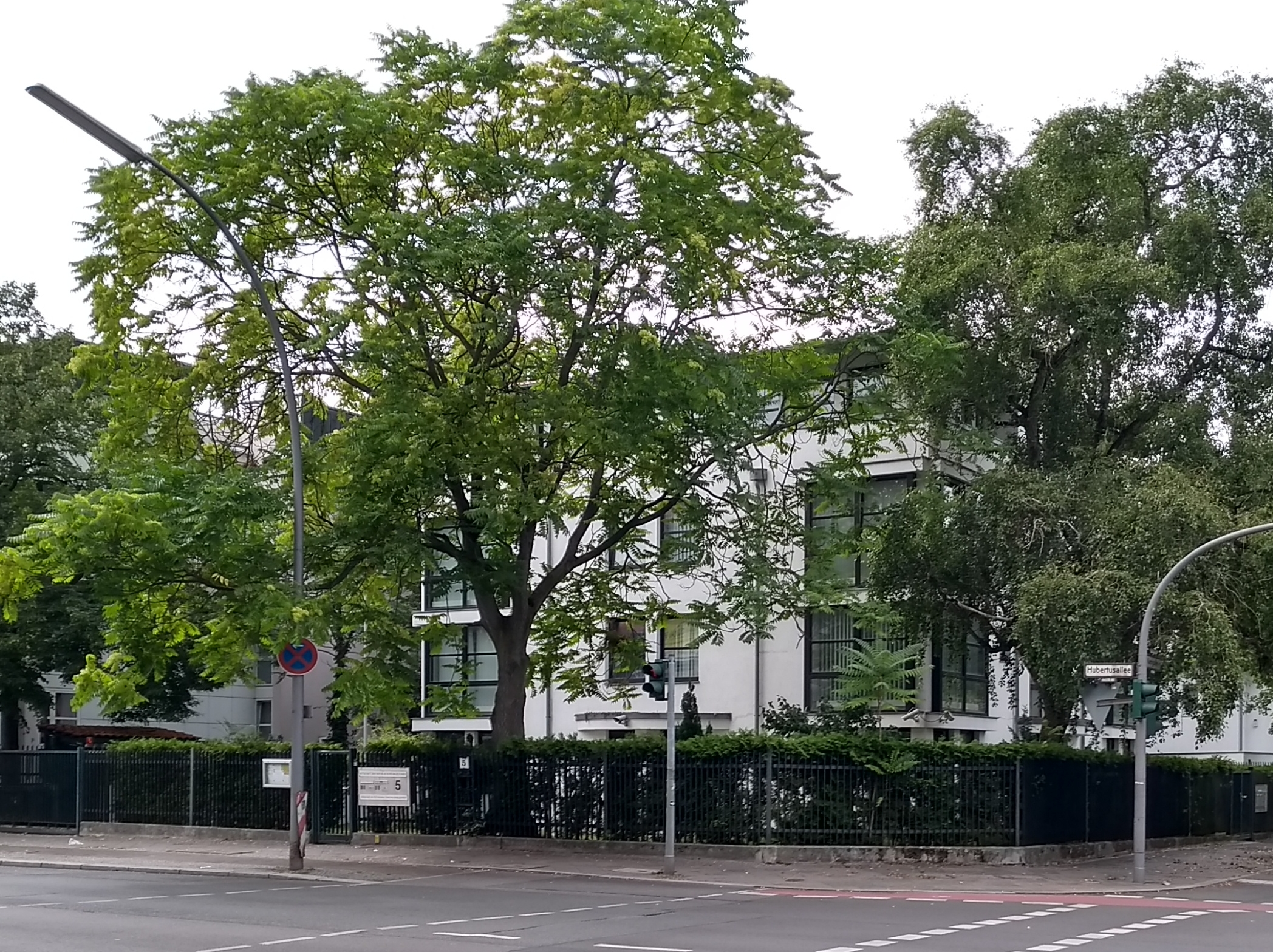
Botschaftsgebäude Hubertusallee 5

Die nordmazedonische Botschaft in Berlin ist die diplomatische Vertretung der Republik Nordmazedonien in Deutschland. Sie hat ihren Sitz in der Hubertusallee 5 im Ortsteil Grunewald des Bezirks Charlottenburg-Wilmersdorf.
Botschafter ist seit dem 14. Februar 2024 Ylber Sela.
Nordmazedonien unterhält eine Außenstelle der Botschaft in Bonn, ein Generalkonsulat in München und Honorarkonsulate in Düsseldorf, Hamburg, Mainz und Nürnberg.

## Geschichte der diplomatischen Beziehungen
Infolge des Zerfalls Jugoslawiens erklärte die Republik Mazedonien im September 1991 ihre staatliche Unabhängigkeit. Aufgrund des Streits um den Namen Mazedonien mit Griechenland heißt das Land seit 2019 Nordmazedonien.
Am 16. Dezember 1993 nahmen Mazedonien und die Bundesrepublik Deutschland diplomatische Beziehungen auf. Die Botschaft hatte zunächst ihren Sitz am Sträßchensweg 6 in Bonn. Wegen des Umzugs von Bundestag und Regierung nach Berlin verlegte auch die mazedonische Botschaft ihren Sitz in die neue deutsche Hauptstadt.
Im Jahr 1996 wurden 13 Verträge zwischen Deutschland und Nordmazedonien abgeschlossen (unter anderem zur Investitionsförderung, Kulturunterstützung und Sicherung des Frachtverkehrs), die auch die wirtschaftliche und diplomatische Zusammenarbeit sichern. Diese Verträge sind inzwischen alle ratifiziert worden.

## Botschafter (Auswahl)
- 2015, 24. April: Sasho Markovski[6]
- 2019, 16. August: Ramadan Nazifi[7]
- 2024, 14. Februar: Ylber Sela[8]

## Gebäude
Mazedonien erwarb 1995 ein Grundstück in der Hubertusallee 5 Ecke Koenigsallee 2–4 in Berlin-Grunewald. Nach Plänen des Berliner Architekten Hannes Sauer wurde hier 1996–97 auf quadratischem Grundriss der erste Botschaftsneubau für die junge Republik in Berlin errichtet. 
Im Erdgeschoss befindet sich die Konsularabteilung, die Botschaftsräume liegen im ersten und zweiten Obergeschoss, die Botschafterresidenz im Dachgeschoss.
Auffällige Simse betonen die großen Fenster der seitlichen Partien. Die mittlere Achse des Gebäudes überragt die angrenzenden Bereiche um ein Stockwerk. Der weite Dachüberstand soll an die traditionelle mazedonische Bauweise erinnern. Ein runder Okolus im Giebelbereich lockert den kubischen Baukörper auf.